# Rita Marley
Rita Marley, född som Alpharita Constantia Anderson den 25 juli 1946 i Santiago de Cuba, Kuba, är en jamaicansk sångerska. Hon var gift med Bob Marley från 1966 till hans död 1981. Hon är mor till reggaeartisterna David "Ziggy" Marley och Stephen Marley. 
Hon växte upp i stadsdelen Trenchtown i Kingston, Jamaica.
Rita formade, tillsammans med Marcia Griffiths och Judy Mowatt, gruppen I-Three som körade till Bob Marley. Bob Marleys sång "Three Little Birds" sägs vara tillägnad hans fru och I-Threes. Rita har också varit framgångsrik som soloartist. Hennes största hit har varit låten "One Draw" som låg etta på engelska Discolistan, trots att den förbjöds att spelas på BBC:s stationer på grund av sitt pro-marijuana budskap.

## Diskografi

### Studioalbum
- 1980 – Rita Marley
- 1981 – Who Feels It Knows It
- 1988 – Harambe (Working Together for Freedom)
- 1988 – We Must Carry on
- 1990 – Beauty of God's
- 1990 – Good Girls Cult
- 1990 – One Draw
- 2003 – Sings Bob Marley...and Friends
- 2003 – Sunshine After Rain
- 2004 – Play Play
- 2004 – Keep on Pushing

### Livealbum
- 2008 – Live in San Francisco

### Samlingsalbum
- 2002 – One Draw: The Best of Rita Marley
- 2003 – 20 Cool Reggae Vibes
- 2004 – 20th Century Masters - The Millennium Collection: The Best of Rita Marley & The Soulett